# Frederik Lunning
Frederik Lunning (født 21. december 1881 i Grenaa, død 31. august 1952 i Mahopac, New York) var en dansk forretningsmand, der ejede agenturet for Georg Jensen i USA.
Lunning blev udlært hos en boghandler i Vejle og var fra 1909-1919 bog- og kunsthandler i Odense, hvor han havde udsalg for Georg Jensen Sølvsmedie. Han blev derefter ansat som leder af Georg Jensens forretning i Bredgade i København og arrangerede blandt andet en større udstilling af produkterne i Kunsthal Charlottenborg. I 1922 blev han sendt til USA for at reorganisere virksomhedens salg der, og oprettede Georg Jensen Inc., der fik monopol på salget af sølvvarerne i USA i 99 år frem. I 1924 åbnede han en butik på 57th Street i New York City, og i 1935 flyttede han til 5th Avenue. Efterhånden havde Georg Jensen Inc. 140 forhandlere, og Lunning havde udvidet med eneforhandling af Kay Bojesens trælegetøj og repræsentation for Den Kongelige Porcelænsfabrik. I 1939 deltog han i verdensudstillingen. Året forinden blev han medlem af Rebildkomiteen. I 1951 blev Lunningprisen indstiftet.
Sønnen Just Lunning (1910 – 1965) overtog forretningen, da faderen i sine sidste år ramtes af sygdom. Under hans ledelse udbygges forretningen betragteligt.
Frederik Lunning er begravet i Grenaa.